# Se ce l'o' fatta io...ce la puoi farcela anche tu (brano musicale)
Se ce l'o' fatta io...ce la puoi farcela anche tu è un brano musicale del cantante e comico italiano Checco Zalone, pubblicato nell'album omonimo uscito il 26 ottobre 2007.

## Descrizione
Il brano non è stato estratto come singolo, ma come CD-Singolo Promo, destinato al solo "pubblico del web" e non alla libera vendita.